# نظام تقييم كواباتا
نظام تقييم كواباتا "Kawabata Evaluation System " KES هو نظام مكون من سلسلة اختبارات لملمس القماش وضعه العالم الياباني كواباتا. يهدف هذا النظام إلى توصيف ملمس القماش بتحديد الخواص الميكانيكية والفيزيائية لذلك القماش.

## مبدأ النظام
كانت جودة القماش على الارتداء أو ملمسه تُفيّم عادة من قبل خبراء في هذا المجال يدسون ويلمسون القماش بأيديهم. يحتاج هذا المبدأ استخدام سلسلة من الاختبارات اليدوية، ويتطلب سنوات من الخبرة عند أولئك الخبراء، ومن ناحية أخرى، فإن الحكم الصادر عنهم يكون متأثراً بآرائهم الشخصية، فهو ليس بذلك نظام حكم موضوعي بل شخصي.
وكحل لذلك قدم البروفيسور كواباتا من اليابان نظامًا موضوعيا يعرف باسمه، يتضمن سلسلة من الاختبارات التي تُجرى على أجهزة خاصة تعطينا نتائج متناسقة ومتناتجة.
ومن المتفق عليه أن المحفزات التي تثير الإحساس بملمس القماش تتحدد تماما بالخواص الميكانيكية والفيزيائية لذلك القماش. وخصوصا أن الخواص التي تؤثر على ملمسه تعتمد على سلوكه عند خضوعه لتأثير حمولات وتشوهات منخفضة بعيد كل البعد عن الحمولات والتشوهات المؤدية إلى تمزيق القماش. إنها تلك المنطقة من سلوك القماش التي كانت تقاس تقليديا من قبل الخبراء وعلى أساسها تحدد مواصفاته.
ويشتمل نظام تقييم كواباتا على أربعة أجهزة اختبار:
1. الشد والقص FB1
2. الانحناء FB2
3. الضغط FB3
4. حالة السطح (معامل الاحتكاك والخشونة) FB4

ولقد كان الهدف من إنجاز هذه السلسلة من الاختبارات هو تمكين أي مختبر من تحديد مواصفات القماش على وجه متكرر، فيما كانت سابقا تحدد يدويًا وتشمل تلك المواصفات خصائص الشد والقص والانضغاط والانحناء للقماش مع تحديد خشونة السطح ومعامل الاحتكاك الخاص به. وتحت تأثير مستوى منخفض من القوة تحدد القيم الوسيطة (البارامترات) الست عشر التي يقصد بها محاكات التشوهات الصغيرة التي يخضع لها القماش عند ارتدائه أو استخدامه. ويضم الجدول (1) تلك القيم الوسيطة الست عشر.
الجدول (1): القيم الوسيطة الست عشر المقاسة باستخدام نظام تقييم كواباتا التي تصف الخصائص الميكانيكية والسطحية للقماش.
| الشد         | LT WT RT    | استقامة منحني حمولة - استطالة طاقة الشد الرجوعية على الشد                        |
| القص         | G 2HG 2HG5  | معامل الصلابة على القص الرجوعية في قوة القص عند 0.5° الرجوعية في قوة القص عند 5° |
| الانحناء     | B 2HB       | معامل الصلابة على الانحناء الرجوعية في عزم الانحناء                              |
| الضغط        | LC WC RC    | استقامة منحني ضغط - سماكة طاقة الانضغاط الرجوعية على الانضغاط                    |
| مميزات السطح | MIU MMD SMD | معامل الاحتكاك الانحراف الوسطي لمعامل الاحتكاك الخشونة                           |
| بناء القماش  | W T0        | وزن واحدة المساحة من القماش سماكة القماش                                         |

## تحديد القيم الوسيطة
تحدد القيم الوسيطة من خلال الاختبارات التالية:

### اختبار الشد FB 1
تقاس خاصية الشد للقماش برسم المنحني البياني لقوة الشد المطبقة على القماش مع الاستطالة، بين الصفر و500 غ/سم ذهابا وإيابا أي التحميل حتى القوة الأعظمية ثم إزالة التحميل حتى العودة إلى نقطة البداية الصفرية ويوضح الشكل (1) مثالا على هذا المنحني. وانطلاقا من هذا المنحني يمكن حساب القيم التالية:
- المتانة أو العمل على الشد (Tensile energy) أثناء التحميل WT

WT = المساحة المحصورة أسفل منحني الانفعال والحمولة
- الاستقامة (Linearity) : استقامة منحنى التحميل LT

LT = WT/(مساحة المثلث OAB)
- الرجوعية (Resilience)

RT = المساحة المحصورة أسفل منحني الانفعال وإزالة الحمولة/ WT

### اختبار القص FB 1
ولقياس خاصية القص للقماش تخضع عينة من القماش ذات أبعاد 5 cm x 20 cm لقوة قص موازية لمحورها الطولي مع المحافظة على قيمة شد ثابتة بقيمة 10gf/cm على مقبض الشد، ويحقق ذلك من خلال تحريك أحد المقبضين المثبتين للقماش بحركة انتقالية مستوية على طول محوره الطولي أي بقى موازيا للمقبض الثاني حتى الوصول إلى انفعال زاوي بقيمة 8°الحركة بالاتجاه المعاكس حتة تحقيق انفعال زاوي بقيمة -8° والعودة بالنهاية إلى الوضعية البدائية وأثناء ذلك تقاس قيمة قوة القص التي يبديها القماش.
وتحسب بعد ذلك القيم التالية من خلال المنحني الناتج الممثل لتغير قيمة قوة القص تبعا لقيمة الانفعال الزاوي. الشكل (2)
معامل الصلابة على القص G = ميل منحني قوة القص والانفعال الزاوي
رجوعية قوة القص عند الزاوية 0.5° 2HG = عرض الرجوعية للمنحني عند 0.5°
رجوعية قوة القص عند الزاوية 5° 2HG5 = عرض الرجوعية للمنحني عند 5°

### اختبارالانحناء FB 2
أما قياس خاصية الانحناء للقماش فإن العينة تحنى بين القيمتين -2.5 : 2.5 cm-1 ونصف قطر الانحناء هو (الانحناء/1) كما في الشكل (3). وتراقب قيمة عزم الانحناء اللازمة لتحقيق هذا الانحناء بشكل مستمر ويظهر الشكل (4) مثالا عن منحني تغير قيمة عزم الانحناء تبعا لقيمة الانحناء. وانطلاقا من هذا المنحني تحسب القيم التالية:
معامل الصلابة على الانحناء B = ميل منحني عزم الانحناء وقيمة الانحناء.
رجوعية عزم الانحناء 2HB = عرض الرحوعية في المنحني.

### اختبار الضغط FB 3
أما خاصية انضغاط القماش فتقاس من خلال وضع عينة منه بين سطحين ومع زيادة قيمة الضغط المطبق عليها يراقب التغير الناتج في سماكة العينة حتى الوصول إلى قيمة ضغط أعظمية 50 gf/cm2. وكما في تجربة قياس خاصية الشد للقماش يراقب هنا أيضا تغير سماكة العينة المرافق للتناقص في قيمة الضغط المطبق خلال مرحلة إزالة الحمولة.
أما القيم LC, WC, RC فتحسب بعد ذلك بنفس طريقة حساب LT, WT, RT في تجربة الشد.

### اختبار حالة السطح FB 4
تقاس خشونة السطح سحب سلك من الحديد بقطر 0.5 mm على شكل حرف U على سطح القماش كما في الشكل (5)
أما قوة التلامس السطحية التي يطبقها السلك على سطح القماش فتصل إلى 10 gf.
ترسم تغيرات ارتفاع السلك من على السطح أي الحركة الشاقولية للسلك مقابل المسافة الأفقية الناتجة عن تحريك القماش في المستوي الأفقي. والقيمة التي تقاس بنهاية هذا القياس هي
SMD = الانحراف الوسطي لخشونة السطح.
ويقاس معامل الاحتكاك بطريقة مماثلة وذلك باستخدام حساس ملامس لسطح القماش مكون من عشرة أسلاك مماثلة للسلك المستخدم في قياس الخشونة والموضح في الشكل (6). أما قوة التلامس السطحي التي يطبقها الحساس على سطح القماش في هذه الحالة فتصل إلى 50gf وتقاس بنفس الوقت القوة اللازمة لسحب القماش من أسفل الحساس.
يرسم بعد ذلك المنحني الممثل لمعامل الاحتكاك مقابل مسافة الانتقال الأفقية للقماش كما في الشكل (7) وبناء على هذا تحسب القيم التالية:
MIU = متوسط قيمة معامل الاحتكاك
MMD = الانحراف المتوسط لمعامل الاحتكاك

## وصلات خارجية
- مختبر كواباتا
- نقاش نظام كواباتا في موقع جامعة ولاية نورث كالورينا